# Singles And Rarities
Singles And Rarities es una compilación de los temas más «desconocidos» o «rarezas» de la cantante irlandesa Enya. Su primera aparición fue en 1998, este lanzamiento contenía, en su mayoría, temas compilados de sus sencillos (b-sides), además de canciones y remixes impropios de Enya, este es el caso del tema Sea of Sin. Posteriormente, 14 años después, el álbum se compiló nuevamente incluyendo nuevos temas exclusivos de la autoría de Enya, todo esto en 2 CD de 14 temas cada uno, considerándose a la última versión como oficial.

## Lista de temas

### Versión de 1998 (no oficial)
| Singles And Rarities |                                |                                       |          |  |
| N.º                  | Título                         | Álbum original                        | Duración |  |
| 1.                   | «'S Fagaim Mo Bhaile»          | How Can I Keep from Singing? (Single) | 3:58     |  |
| 2.                   | «Anywhere Is (Remix)»          | —                                     | 4:04     |  |
| 3.                   | «Book of Days (Gaelic)»        | Book of Days (Single)                 | 2:33     |  |
| 4.                   | «Sea of Sin (Blue Enya Remix)» | —                                     | 6:27     |  |
| 5.                   | «Dreams»                       | The Frog Prince                       | 3:38     |  |
| 6.                   | «Ebudæ»                        | Shepherd Moons                        | 1:51     |  |
| 7.                   | «Eclipse»                      | The Celts (Single)                    | 1:33     |  |
| 8.                   | «The Frog Prince»              | The Frog Prince                       | 3:15     |  |
| 9.                   | «I May Not Awaken»             | On My Way Home (Single)               | 4:25     |  |
| 10.                  | «Morning Glory»                | Evening Falls... (Single)             | 2:29     |  |
| 11.                  | «Only If You Want To»          | The Best of Enya                      | 3:23     |  |
| 12.                  | «Oriel Window»                 | Oíche Chiún (Silent Night) (Single)   | 2:23     |  |
| 13.                  | «Oíche Chiún (Silent Night)»   | 6 Tracks                              | 3:47     |  |
| 14.                  | «Storms In Africa (Part 2)»    | Storms in Africa (Single)             | 3:00     |  |
| 15.                  | «Watermark»                    | Orinoco Flow - The Music Of Enya      | 3:29     |  |
| 16.                  | «Willows On The Water»         | Only If... (Single)                   | 3:01     |  |
| 53:16                |                                |                                       |          |  |

### Versión de 2013 (oficial)

#### CD 1
| Singles And Rarities (Vol. 1) |                                 |                                       |          |  |
| N.º                           | Título                          | Álbum original                        | Duración |  |
| 1.                            | «The Comb Of The Winds»         | Amarantine (Single)                   | 3:40     |  |
| 2.                            | «Book of Days (Gaelic)»         | Book of Days (Single)                 | 2:33     |  |
| 3.                            | «As Baile»                      | The Christmas EP                      | 4:05     |  |
| 4.                            | «Eclipse»                       | The Celts (Single)                    | 1:33     |  |
| 5.                            | «I May Not Awaken»              | On My Way Home (Single)               | 4:25     |  |
| 6.                            | «Morning Glory»                 | Evening Falls... (Single)             | 2:28     |  |
| 7.                            | «'S Fagaim Mo Bhaile»           | How Can I Keep from Singing? (Single) | 3:57     |  |
| 8.                            | «Only If You Want To»           | Only If... (Single)                   | 3:23     |  |
| 9.                            | «An Ghaoth Ón Ghrian»           | Touch Travel                          | 2:02     |  |
| 10.                           | «Oriel Window»                  | Oíche Chiún (Silent Night) (Single)   | 2:23     |  |
| 11.                           | «Song Of The Sandman (Lullaby)» | Wild Child (Single)                   | 3:40     |  |
| 12.                           | «Storms In Africa (Part 2)»     | Storms In Africa (Single)             | 3:01     |  |
| 13.                           | «Willows On The Water»          | Only If... (Single)                   | 3:01     |  |
| 14.                           | «The Promise»                   | Only Time (Single)                    | 2:30     |  |
| 42:27                         |                                 |                                       |          |  |

#### CD 2
| Singles And Rarities (Vol. 2) |                                  |                                                       |          |  |
| N.º                           | Título                           | Álbum original                                        | Duración |  |
| 1.                            | «The Frog Prince»                | The Frog Prince                                       | 3:15     |  |
| 2.                            | «Out Of The Blue»                | 6 Tracks                                              | 3:12     |  |
| 3.                            | «Ebudæ»                          | Shepherd Moons                                        | 1:51     |  |
| 4.                            | «Paint The Sky With Stars»       | Paint the Sky with Stars: The Best of Enya            | 4:15     |  |
| 5.                            | «On My Way Home»                 | On My Way Home (Single)                               | 3:39     |  |
| 6.                            | «Someone Said Goodbye»           | Amarantine                                            | 4:02     |  |
| 7.                            | «May It Be»                      | The Lord Of The Rings: The Fellowship Of The Ring OST | 4:17     |  |
| 8.                            | «The Council Of Elrond (Aníron)» | The Lord Of The Rings: The Fellowship Of The Ring OST | 3:49     |  |
| 9.                            | «Miss Clare Remembers»           | Touch Travel                                          | 1:56     |  |
| 10.                           | «Midnight Blue»                  | Wild Child (Single)                                   | 2:07     |  |
| 11.                           | «Miraculum»                      | And Winter Came...                                    | 3:54     |  |
| 12.                           | «Dreams»                         | The Frog Prince                                       | 3:38     |  |
| 13.                           | «Oíche Chiún (Silent Night)»     | 6 Tracks                                              | 3:46     |  |
| 14.                           | «Isobella»                       | A Day Without Rain                                    | 4:30     |  |
| 48:16                         |                                  |                                                       |          |  |

La versión del tema Ebudæ fue extraída de la banda sonora de la película Toys donde hizo aparición el tema.